# Afşin (district)
Afşin ligt in de provincie Kahramanmaraş, in Turkije. Het district telt 82.662 inwoners. Daarvan wonen 64.834 mensen in de stad Afşin zelf en 17.828 in de omliggende dorpen. De oppervlakte van het district Afşin is 1.387 km² (bevolkingsdichtheid: 60 inw/km²).
Oude namen van deze stad zijn Arabissos, Yarpuz en Efsus/Efesus. Tot 1944 behoorde Afşin nog bij het district Elbistan. In 1944 werd Afşin een zelfstandig district.
Hoewel de provincie Kahramanmaraş zich in de Middellandse Zeeregio bevindt, behoort Afşin tot de Oost-Anatolische Regio.

## Grot van de Zevenslapers
8 Kilometer verwijderd van het centrum van Afşin ligt Eshab-ı Kehf, een karavanserai uit de 13e eeuw. Men gelooft dat de Zevenslapers in de naastgelegen grot 309 jaar hebben geslapen.

## Kolencentrales
In Afşin bevinden zich twee kolencentrales. Het gebied is rijk aan ligniet. Om deze grondstof te benutten, heeft er veel grondonteigening plaatsgevonden in het district, waardoor veel inwoners van dorpen vertrokken zijn naar de stad. In 1984 werd de eerste thermische elektrische centrale geopend, in 2006 de tweede. Er zijn nog plannen voor drie nieuwe thermische elektrische centrales in de regio.
Afşin · Andırın · Çağlayancerit · Ekinözü · Elbistan · Kahramanmaraş · Göksun · Nurhak · Pazarcık · Türkoğlu